# Aschaffenburg Challenger 2003
L'Aschaffenburg Challenger 2003 è stato un torneo di tennis facente parte della categoria ATP Challenger Series nell'ambito dell'ATP Challenger Series 2003. Il torneo si è giocato a Aschaffenburg in Germania dal 1° al 7 settembre 2003 su campi in terra rossa.

## Vincitori

### Singolare
Dieter Kindlmann ha battuto in finale  Marcello Craca con il punteggio di 6–3, 6–4

### Doppio
Karsten Braasch /  Franz Stauder hanno battuto in finale  Jan Frode Andersen /  Philipp Petzschner con il punteggio di 6–4, 7–5